# 100 mètres masculin aux Jeux olympiques d'été de 2000 (athlétisme)
Pour un article plus général, voir Athlétisme aux Jeux olympiques d'été de 2000.
Navigation
Atlanta 1996 Athènes 2004
L'épreuve du 100 mètres masculin aux Jeux olympiques de 2000 s'est déroulée les 22 et 23 septembre 2000 au Stadium Australia de Sydney, en Australie.  Elle est remportée par l'Américain Maurice Greene.

## Résultats

### Finale
| Rang               | Athlète          | Pays                       | Temps   | Note |
| ------------------ | ---------------- | -------------------------- | ------- | ---- |
| Médaille d'or      | Maurice Greene   | États-Unis                 | 9 s 87  |      |
| Médaille d'argent  | Ato Boldon       | Trinité-et-Tobago          | 9 s 99  |      |
| Médaille de bronze | Obadele Thompson | Barbade                    | 10 s 04 |      |
| 4                  | Dwain Chambers   | Royaume-Uni                | 10 s 08 | SB   |
| 5                  | Jon Drummond     | États-Unis                 | 10 s 09 |      |
| 6                  | Darren Campbell  | Royaume-Uni                | 10 s 13 |      |
| 7                  | Kim Collins      | Saint-Christophe-et-Niévès | 10 s 17 |      |
| 8                  | Aziz Zakari      | Ghana                      | DNF     |      |

### Demi-Finales

#### Demi-Finale 1
| Rang | Athlète          | Pays                       | Temps   | Note |
| ---- | ---------------- | -------------------------- | ------- | ---- |
| 1    | Dwain Chambers   | Royaume-Uni                | 10 s 14 | Q    |
| 2    | Obadele Thompson | Barbade                    | 10 s 15 | Q    |
| 3    | Darren Campbell  | Royaume-Uni                | 10 s 19 | Q    |
| 4    | Kim Collins      | Saint-Christophe-et-Niévès | 10 s 20 | Q    |
| 5    | Leo Myles-Mills  | Ghana                      | 10 s 25 |      |
| 6    | Curtis Johnson   | États-Unis                 | 10 s 27 |      |
| 7    | Kōji Itō         | Japon                      | 10 s 39 |      |
| 8    | Lindel Frater    | Jamaïque                   | 10 s 46 |      |

#### Demi-Finale 2
| Rang | Athlète             | Pays              | Temps   | Note |
| ---- | ------------------- | ----------------- | ------- | ---- |
| 1    | Maurice Greene      | États-Unis        | 10 s 06 | Q    |
| 2    | Jon Drummond        | États-Unis        | 10 s 10 | Q    |
| 3    | Ato Boldon          | Trinité-et-Tobago | 10 s 13 | Q    |
| 4    | Abdul-Aziz Zakari   | Ghana             | 10 s 16 | Q    |
| 5    | Matthew Shirvington | Australie         | 10 s 26 |      |
| 6    | Deji Aliu           | Nigeria           | 10 s 32 |      |
| 7    | Sunday Emmanuel     | Nigeria           | 10 s 45 |      |
| 8    | Bruny Surin         | Canada            | 50 s 94 |      |

### Quarts de Finale

#### Quart de Finale 1
| Rang | Athlète         | Pays          | Temps   | Note |
| ---- | --------------- | ------------- | ------- | ---- |
| 1    | Maurice Greene  | États-Unis    | 10 s 10 | Q    |
| 2    | Leo Myles-Mills | Ghana         | 10 s 23 | Q    |
| 3    | Sunday Emmanuel | Nigeria       | 10 s 36 | Q    |
| 4    | Marcin Nowak    | Pologne       | 10 s 37 |      |
| 5    | Sayon Cooper    | Liberia       | 10 s 37 |      |
| 6    | Ibrahim Meité   | Côte d'Ivoire | 10 s 40 |      |
| 7    | Serge Bengono   | Cameroun      | 10 s 46 |      |
| 8    | ShIngo Kawabata | Japon         | 10 s 60 |      |

#### Quart de Finale 2
| Rang | Athlète           | Pays                       | Temps   | Note |
| ---- | ----------------- | -------------------------- | ------- | ---- |
| 1    | Ato Boldon        | Trinité-et-Tobago          | 10 s 11 | Q    |
| 2    | Kim Collins       | Saint-Christophe-et-Niévès | 10 s 19 | Q    |
| 3    | Bruny Surin       | Canada                     | 10 s 20 | Q    |
| 4    | Jason Gardener    | Royaume-Uni                | 10 s 27 |      |
| 5    | Chris Williams    | Jamaïque                   | 10 s 30 |      |
| 6    | Freddy Mayola     | Cuba                       | 10 s 35 |      |
| 7    | Piotr Balcerzak   | Pologne                    | 10 s 38 |      |
| 8    | Martin Lachkovics | Autriche                   | 10 s 44 |      |
| 9    | Joseph Batangdon  | Cameroun                   | 10 s 52 |      |

#### Quart de finale 3
| Rang | Athlète             | Pays      | Temps   | Note |
| ---- | ------------------- | --------- | ------- | ---- |
| 1    | Obadele Thompson    | Barbade   | 10 s 04 | Q    |
| 2    | Matthew Shirvington | Australie | 10 s 13 | Q    |
| 3    | Abdul-Aziz Zakari   | Ghana     | 10 s 22 | Q    |
| 4    | Lindel Frater       | Jamaïque  | 10 s 23 | Q    |
| 5    | Vicente de Lima     | Brésil    | 10 s 18 |      |
| 6    | David Patros        | France    | 10 s 33 |      |
| 7    | Kostya Rurak        | Ukraine   | 10 s 38 |      |
| 8    | Donovan Bailey      | Canada    | 11 s 36 |      |

#### Quart de finale 4
| Rang | Athlète           | Pays           | Temps   | Note |
| ---- | ----------------- | -------------- | ------- | ---- |
| 1    | Dwain Chambers    | Royaume-Uni    | 10 s 12 | Q    |
| 2    | Jon Drummond      | États-Unis     | 10 s 15 | Q    |
| 3    | Kōji Itō          | Japon          | 10 s 25 | Q    |
| 4    | Stéphane Buckland | Maurice        | 10 s 26 |      |
| 5    | Antoine Boussombo | Gabon          | 10 s 27 |      |
| 6    | Stefano Tilli     | Italie         | 10 s 27 |      |
| 7    | Mathew Quinn      | Afrique du Sud | 10 s 27 |      |
| 8    | Pat Jarrett       | Jamaïque       | 16 s 40 |      |

#### Quart de Finale 5
| Rang | Athlète               | Pays        | Temps   | Note |
| ---- | --------------------- | ----------- | ------- | ---- |
| 1    | Darren Campbell       | Royaume-Uni | 10 s 21 | Q    |
| 2    | Curtis Johnson        | États-Unis  | 10 s 24 | Q    |
| 3    | Deji Aliu             | Nigeria     | 10 s 29 | Q    |
| 4    | Georgios Theodoridis  | Grèce       | 10 s 29 |      |
| 5    | Patrick Johnson       | Australie   | 10 s 44 |      |
| 6    | Cláudio Roberto Souza | Brésil      | 10 s 47 |      |
| 7    | Ánninos Markoullídis  | Chypre      | 10 s 48 |      |
| 8    | Venancio José         | Espagne     | 10 s 53 |      |

### Premier Tour

#### Premier tour 1
| Rang | Athlète              | Pays            | Temps   | Note |
| ---- | -------------------- | --------------- | ------- | ---- |
| 1    | Abdul-Aziz Zakari    | Ghana           | 10 s 31 | Q    |
| 2    | Patrick Johnson      | Australie       | 10 s 31 | Q    |
| 3    | Venancio José        | Espagne         | 10 s 36 | Q    |
| 4    | Martin Lachkovics    | Autriche        | 10 s 41 | Q    |
| 5    | Nicolas Macrozonaris | Canada          | 10 s 45 |      |
| 6    | Jamal al-Saffar      | Arabie saoudite | 10 s 75 |      |
| 7    | Vu Thi Huong         | Viêt Nam        | 10 s 85 |      |
| 8    | Pa Amadou Gai        | Gambie          | 11 s 03 |      |
| 9    | Mario Bonello        | Malte           | 11 s 06 |      |

#### Premier tour 2
| Rang | Athlètes               | Pays        | Temps   | Note |
| ---- | ---------------------- | ----------- | ------- | ---- |
| 1    | Marcin Nowak           | Pologne     | 10 s 27 | Q    |
| 2    | Sunday Emmanuel        | Nigeria     | 10 s 31 | Q    |
| 3    | Freddy Mayola          | Cuba        | 10 s 33 | Q    |
| 4    | Sayon Cooper           | Liberia     | 10 s 33 | Q    |
| 5    | David Patros           | France      | 10 s 38 | Q    |
| 6    | Chiang Wai Hung        | Hong Kong   | 10 s 64 |      |
| 7    | Teymur Qasamov         | Azerbaïdjan | 10 s 97 |      |
| 8    | Haseri Asli            | Brunei      | 11 s 11 |      |
| 9    | Sisomphone Vongpharkdy | Laos        | 11 s 47 |      |

#### Premier Tour 3
| Rang | Athlète              | Pays          | Temps   | Note |
| ---- | -------------------- | ------------- | ------- | ---- |
| 1    | Curtis Johnson       | États-Unis    | 10 s 30 | Q    |
| 2    | Vicente de Lima      | Brésil        | 10 s 31 | Q    |
| 3    | Yeóryios Theodorídis | Grèce         | 10 s 34 | Q    |
| 4    | Bruny Surin          | Canada        | 10 s 41 | Q    |
| 5    | Renward Wells        | Bahamas       | 10 s 47 |      |
| 6    | Dejan Vojnović       | Croatie       | 10 s 50 |      |
| 7    | Tommi Hartonen       | Finlande      | 10 s 53 |      |
| 8    | Seun Ogunkoya        | Nigeria       | 10 s 72 |      |
| 9    | Fernando Arlete      | Guinée-Bissau |         | DNF  |

#### Premier Tour 4
| Rang | Athlète                 | Pays     | Temps   | Note |
| ---- | ----------------------- | -------- | ------- | ---- |
| 1    | Obadele Thompson        | Barbade  | 10 s 23 | Q    |
| 2    | Deji Aliu               | Nigeria  | 10 s 35 | Q    |
| 3    | Shingo Kawabata         | Japon    | 10 s 39 | Q    |
| 4    | Stefano Tilli           | Italie   | 10 s 40 | q    |
| 5    | Raphael de Oliveira     | Brésil   | 10 s 44 |      |
| 6    | Paul Brizzel            | Irlande  | 10 s 62 |      |
| 7    | Petko Yankov            | Bulgarie | 10 s 63 |      |
| 8    | Christopher Silas Adolf | Palaos   | 11 s 01 |      |
| 9    | Toluta'U Koula          | Tonga    | 11 s 01 |      |

#### Premier Tour 5
| Rang | Athlète           | Pays         | Temps   | Note |
| ---- | ----------------- | ------------ | ------- | ---- |
| 1    | Darren Campbell   | Royaume-Uni  | 10 s 28 | Q    |
| 2    | Serge Bengono     | Cameroun     | 10 s 35 | Q    |
| 3    | Piotr Balcerzak   | Pologne      | 10 s 42 | Q    |
| 4    | Tommy Kafri       | Israël       | 10 s 43 |      |
| 5    | Christian Nsiah   | Ghana        | 10 s 44 |      |
| 6    | Francesco Scuderi | Italie       | 10 s 50 |      |
| 7    | Idrissa Sanou     | Burkina Faso | 10 s 60 |      |
| 8    | Youssouf Simpara  | Mali         | 10 s 82 |      |

#### Premier Tour 6
| Rang | Athlète          | Pays                       | Temps   | Note |
| ---- | ---------------- | -------------------------- | ------- | ---- |
| 1    | Maurice Greene   | États-Unis                 | 10 s 31 | Q    |
| 2    | Kim Collins      | Saint-Christophe-et-Niévès | 10 s 39 | Q    |
| 3    | Joseph Batangdon | Cameroun                   | 10 s 45 | Q    |
| 4    | Andrea Colombo   | Italie                     | 10 s 52 |      |
| 5    | Watson Nyambek   | Malaisie                   | 10 s 61 |      |
| 6    | John Muray       | Indonésie                  | 10 s 68 |      |
| 7    | Teinakore Teiti  | Îles Cook                  | 11 s 22 |      |
| 8    | Saviour Spiteri  | Malte                      | 12 s 57 |      |

#### Premier Tour 7
| Rang | Athlète                    | Pays              | Temps   | Note |
| ---- | -------------------------- | ----------------- | ------- | ---- |
| 1    | Stéphane Buckland          | Maurice           | 10 s 35 | Q    |
| 2    | Dwain Chambers             | Royaume-Uni       | 10 s 38 | Q    |
| 3    | Donovan Bailey             | Canada            | 10 s 39 | Q    |
| 4    | Marc Blume                 | Allemagne         | 10 s 42 |      |
| 5    | Paul Di Bella              | Australie         | 10 s 52 |      |
| 6    | Edgardo A. Serpas          | Salvador          | 10 s 63 |      |
| 7    | Hadhari Djaffar            | Comores           | 10 s 68 |      |
| 8    | Kelsey Nakanelua           | Samoa américaines | 10 s 93 |      |
| 9    | Jean-Aime Randrianalijaona | Madagascar        | 12 s 50 |      |

#### Premier Tour 8
| Rang | Athlète               | Pays              | Temps   | Note |
| ---- | --------------------- | ----------------- | ------- | ---- |
| 1    | Ato Boldon            | Trinité-et-Tobago | 10 s 04 | Q    |
| 2    | Antoine Boussombo     | Gabon             | 10 s 13 | Q    |
| 3    | Leonard Myles-Mills   | Ghana             | 10 s 15 | Q    |
| 4    | Ibrahim Meité         | Côte d'Ivoire     | 10 s 24 | q    |
| 5    | Cláudio Roberto Souza | Brésil            | 10 s 31 | q    |
| 6    | Ánninos Markoullídis  | Chypre            | 10 s 32 | q    |
| 7    | Janis Roubaba         | Indonésie         | 10 s 54 |      |
| 8    | Oltjon Luli           | Albanie           | 11 s 08 |      |
| 9    | Mamane Sani Ali       | Niger             | 11 s 25 |      |

#### Premier Tour 9
| Rang | Athlète             | Pays                   | Temps   | Note |
| ---- | ------------------- | ---------------------- | ------- | ---- |
| 1    | Jon Drummond        | États-Unis             | 10 s 20 | Q    |
| 2    | Matthew Shirvington | Australie              | 10 s 35 | Q    |
| 3    | Patrick Jarrett     | Jamaïque               | 10 s 41 | Q    |
| 4    | Anatoliy Dovhal     | Ukraine                | 10 s 48 |      |
| 5    | Oscar Meneses       | Guatemala              | 10 s 54 |      |
| 6    | Shigeyuki Kojima    | Japon                  | 10 s 59 |      |
| 7    | Caimin Douglas      | Antilles néerlandaises | 10 s 69 |      |
| 8    | Abraham Kespin      | Vanuatu                | 11 s 12 |      |
| 9    | Philam Garcia       | Guam                   | 11 s 21 |      |

#### Premier Tour 10
| Rang | Athlète             | Pays              | Temps   | Note |
| ---- | ------------------- | ----------------- | ------- | ---- |
| 1    | Jason Gardener      | Royaume-Uni       | 10 s 38 | Q    |
| 2    | Lindel Frater       | Jamaïque          | 10 s 45 | Q    |
| 3    | Kostyantyn Rurak    | Ukraine           | 10 s 48 | Q    |
| 4    | Sherwin Vries       | Namibie           | 10 s 53 |      |
| 5    | Nicconnor Alexander | Trinité-et-Tobago | 10 s 56 |      |
| 6    | Sergey Bychkov      | Russie            | 10 s 68 |      |
| 7    | Ruslan Rusidze      | Géorgie           | 10 s 70 |      |
| 8    | Alpha Kamara        | Sierra Leone      | 10 s 74 |      |
| 9    | Vitaliy Medvedev    | Kazakhstan        | 10 s 75 |      |

#### Premier Tour 11
| Rang | Athlètes             | Pays           | Temps   | Note |
| ---- | -------------------- | -------------- | ------- | ---- |
| 1    | Christopher Williams | Jamaïque       | 10 s 35 | Q    |
| 2    | Mathew Quinn         | Afrique du Sud | 10 s 44 | Q    |
| 3    | Kōji Itō             | Japon          | 10 s 45 | Q    |
| 4    | Heber Viera          | Uruguay        | 10 s 54 |      |
| 5    | Gabriel Simon        | Argentine      | 10 s 56 |      |
| 6    | Erwin Heru Susanto   | Indonésie      | 10 s 87 |      |
| 7    | Sebergue Moumi       | Tchad          | 11 s 00 |      |
| 8    | Guillermo Dongo      | Suriname       | 11 s 10 |      |
| 9    | Lucas Nelson         | Seychelles     | 11 s 15 |      |

## Légende
Records et Performances
- AR : Record continental (area record)
- CR : Record des championnats (championship record)
- MR : Record du meeting (meet record)
- NR : Record national (national record)
- OR : Record olympique (olympic record)
- PR : Record paralympique (paralympic record)
- PB : Record personnel (personal best)
- SB : Meilleure performance personnelle de la saison (season's best)
- WL : Meilleure performance mondiale de l'année (world leader)
- WJR : Record du monde junior (world junior record)
- WR : Record du monde (world record)

Circonstances et Conditions
- DNF : N'a pas terminé (did not finish)
- DNS : N'a pas pris le départ (did not start)
- DQ : Disqualification (disqualification)
- NM : Aucun essai valable enregistré (No Mark)
- Q : Qualifié « directement » au prochain tour (ou à la prochaine compétition), lors d'une compétition majeure, grâce au classement ou à la réalisation des minima (automatic qualifier)
- q : Qualifié au prochain tour (ou à la prochaine compétition), lors d'une compétition majeure, grâce au repêchage ou à la réalisation de l'une des meilleures performances parmi celles des « non qualifiés directement » (grâce au meilleur temps ou à la meilleure distance par exemple) (secondary qualifier)